# Einsiedler Gedichte
Die zwei lateinischen Einsiedler Gedichte, die Carmina Einsidlensia, stammen aus einer Sammelhandschrift des Klosters Einsiedeln aus dem 10. Jahrhundert ( Codex 266 (1296) ) und werden der bukolischen Dichtung aus der Zeit des römischen Kaisers Nero (54–68) zugeordnet.
Das 1. Einsiedler Gedicht enthält mit dem Streitgespräch zwischen den zwei Hirten Thamyras und Ladas Panegyrik auf Kaiser Nero, das zweite Gedicht beschreibt das goldene Zeitalter unter Nero.